# بخش اوپسالا
بخش اوپسالا (به سوئدی: Uppsala kommun) یک ناحیه شهری در سوئد است که در شهرستان اوپسالا واقع شده‌است.

## خواهرخوانده
شهرهای هافنارفیورذور، دائجون، مینیاپولیس، بروم، نروژ، شهر فردریکسبرگ، هامنلینا و تارتو خواهرخوانده‌های بخش اوپسالا هستند.